# Enciclopedia Pământului
Enciclopedia Pământului (abreviat 'EP) este o referință electronică despre Pământ, mediile sale naturale și interacțiunea lor cu societatea. Enciclopedia este descrisă ca o colecție gratuită, complet căutată de articole scrise de oameni de știință, profesioniști, educatori și alți experți aprobați, care colaborează și își revizuiesc reciproc activitatea. Articolele sunt scrise într-un limbaj non-tehnic și sunt destinate să fie utile studenților, educatorilor, oamenilor de știință și profesioniștilor, precum și publicului larg. Autorii, editorii și chiar editorii de copii sunt atribuiți articolelor cu link-uri către pagini biografice despre aceste persoane.
Enciclopedia Pământului este o componentă a proiectului mai mare Portalul Pământului (parte a proiectului Universul digital⁠(d), care este o constelație de portaluri de informații specifice subiectului care conțin servicii de știri, metadate structurate, un motor federal de căutare a mediului și alte resurse informaționale. Platforma tehnologică pentru Enciclopedia Pământului este o versiune modificată a MediaWiki, care este închisă tuturor utilizatorilor, cu excepția celor aprobați. Odată ce un articol este revizuit și aprobat, acesta este publicat pe un site public. EP a fost lansat în septembrie 2006 cu aproximativ 360 de articole, iar la 30 noiembrie 2010 a avut 7.678 de articole.